# Eva Kleinitz
Eva Kleinitz (née à Langenhagen  dans la région de Hanovre (Basse-Saxe) en Allemagne de l'Ouest le 16 janvier 1972 et morte le 30 mai 2019 à Strasbourg (France)) est une directrice d'opéra allemande ayant participé à l'animation de différentes institutions se consacrant à l'art lyrique en Autriche, Allemagne, Belgique et France.

## Biographie
Eva Kleinitz grandit à Hanovre et obtient, adolescente, un stage à l'opéra de cette ville, en écrivant à son directeur, Hans-Peter Lehmann (en). Après des études de chant et de théâtre, elle devient, en 1991, assistante à la mise en scène à l'opéra de Brégence, en Autriche. Puis, de 1998 à 2006, elle est successivement directrice du casting, directrice artistique, puis directrice adjointe du festival de Brégence. De 2006 à 2010, elle devient directrice du planning artistique au théâtre royal de La Monnaie à Bruxelles. De 2011 à 2017, elle revient en Allemagne comme directrice adjointe de l'opéra de Stuttgart. En même temps, à partir d'octobre 2013, elle préside le réseau Opéra Europa qui fédère les grandes maisons d’opéras européennes, première femme dans cette fonction (qui a été tenue par des personnalités comme Bernard Foccroulle ou Peter de Caluwe),,. En 2016, elle est désignée pour succéder à Marc Clémeur à la direction de l'opéra national du Rhin, à Strasbourg, à partir de septembre 2017,,.
Elle meurt le 30 mai 2019 après une longue maladie dégénérative.